# Aubrey (Texas)
Aubrey es una ciudad ubicada en el condado de Denton en el estado estadounidense de Texas. En el Censo de 2010 tenía una población de 2.595 habitantes y una densidad poblacional de 382,27 personas por km².

## Geografía
Aubrey se encuentra ubicada en las coordenadas 33°18′7″N 96°58′57″O / 33.30194, -96.98250. Según la Oficina del Censo de los Estados Unidos, Aubrey tiene una superficie total de 6.79 km², de la cual 6.74 km² corresponden a tierra firme y (0.72%) 0.05 km² es agua.

## Demografía
Según el censo de 2010, había 2.595 personas residiendo en Aubrey. La densidad de población era de 382,27 hab./km². De los 2.595 habitantes, Aubrey estaba compuesto por el 89.83% blancos, el 1.04% eran afroamericanos, el 1.08% eran amerindios, el 0.15% eran asiáticos, el 0.08% eran isleños del Pacífico, el 5.43% eran de otras razas y el 2.39% pertenecían a dos o más razas. Del total de la población el 11.87% eran hispanos o latinos de cualquier raza.